# Tzelopatic
Tzelopatic är en ort i Mexiko.   Den ligger i kommunen Chamula och delstaten Chiapas, i den sydöstra delen av landet, 700 km öster om huvudstaden Mexico City. Tzelopatic ligger 2 468 meter över havet och antalet invånare är 154.
Terrängen runt Tzelopatic är huvudsakligen kuperad, men åt nordväst är den bergig. Tzelopatic ligger uppe på en höjd. Runt Tzelopatic är det ganska tätbefolkat, med 139 invånare per kvadratkilometer. Närmaste större samhälle är San Cristóbal de las Casas, 16,4 km sydost om Tzelopatic. I omgivningarna runt Tzelopatic växer huvudsakligen savannskog.